# Eupithecia thalictrata
Eupithecia thalictrata är en fjärilsart som beskrevs av Rudolf Püngeler 1902. Eupithecia thalictrata ingår i släktet Eupithecia och familjen mätare. Inga underarter finns listade i Catalogue of Life.

## Bildgalleri

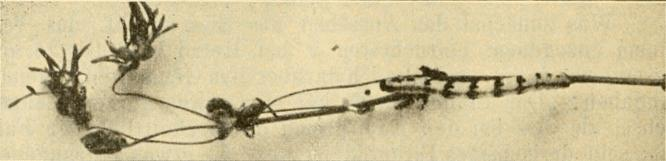